# У цей святковий вечір
У цей святковий вечір (рос. В этот праздничный вечер) — радянський музичний чорно-білий художній фільм 1959 року, знятий Центральним телебаченням СРСР.

## Сюжет
Музичний фільм-огляд. У святковий першотравневий вечір 1959 року глядачі разом з авторами фільму пройдуться Москвою, її вулицями і площами, зустрінуться з улюбленими артистами. І побачать, як радісно зустрічають москвичі свято Весни.

## У ролях
- Тетяна Пельтцер — Матильда Прохорівна Щипухіна
- Ілля Набатов — американський журналіст
- Юрій Тимошенко — Тарапунька
- Юхим Березін — Штепсель
- Лідія Драновська — Анечка, продавчиня газованої води
- Юрій Саранцев — Семен Степанович, таксист
- Євген Леонов — Федір, таксист
- Павло Самарін — Букін
- Микола Хрящиков — пасажир таксі
- Елеонора Власова — танцюристка
- Юрій Кузнецов — танцюрист
- Георг Отс — епізод
- Гоаріна Гаспарян — епізод
- Кола Бельди — епізод
- Рашид Бейбутов — епізод
- Єрмек Серкебаєв — епізод
- Роза Гордєєва — епізод
- Галія Ізмайлова — епізод
- Неллі Гусєва — дівчина з довідкового кіоску
- Станіслав Коренєв — епізод
- Данило Нетребін — клієнт довідкового бюро
- Раднер Муратов — клієнт довідкового бюро

## Знімальна група
- Режисери — Герман Ліванов, Фахрі Мустафаєв
- Сценаристи — Герман Ліванов, Фахрі Мустафаєв, Віктор Ардов, Віктор Тіпот, Імануїл Левін
- Композитори — Серафим Туліков, Анатолій Лепін, Володимир Шаїнський, Оскар Фельцман